# Прељуб
Прељуб (око 1312 — 1355/1356) био је српски племић и војсковођа, из доба Душана Силног (краљ 1331 — 1346, цар 1346 — 1355) и његових освајања. Он је предводио српске одреде у бици код Стефанијане (1344) и командовао је успешном одбраном Србице (1350) током опсаде Јована Кантакузина. После освајања Тесалије у јесен 1348, Прељуб је, са титулом кесара, постављен да управља њом и његово седиште се налазило у Трикали. Он је спадао међу утицајне великаше на српском двору, о чему сведочи писмо папе Иноћентија VI, од 24. децембра.1354. године, у коме своје посланике упућује на њега, као некога ко би могао помогне током преговора о склапању црквене уније. Био је ожењен Ирином са којом је имао сина Тому, а погинуо је, крајем 1355. или почетком 1356. године у сукобу са локалним Албанцима.
Прељуб је представљен на историјској композицији „Проглашење Душановог законика“ Паје Јовановића, на великом турнирском коњу, на десном делу слике.

## Биографија
Прељуб потиче из властелинске породице, која је имала поседе око средњег тока Црне реке, Мариова и Селечке планине, у данашњој Македонији. Он се, као већ искусни војсковођа, помиње маја 1344. године, када му је Душан поверио одред коњице и упутио га да уништи одреде емира од Смирне, који су се повлачили после напада на Солун. Византијски цар, хроничар и савременик дешавања Јован Кантакузин наводи за Прељуба да је изгледа храброшћу, срчаношћу и искуством премашивао његове (Душанове) великаше. Користећи се лукавством, емирови људи су победили српске коњанике у бици код Стефанијане, која представља први окршај Срба и Турака на европском тлу.
После освајања Тесалије, током јесени (пре 1. новембра) 1348. године, за њеног намесника је постављен војвода Прељуб, коме је тада додељена висока титула кесара и он је њом управљао из Трикале.
Током јесени 1350. године, Јован Кантакузин је започео офанзиву у јужној Македонији против Српског царства и њему су се предало неколико тврђава око Бера и Водена, после чега су се његове снаге упутиле ка Србици. Одбраном град командовао је кесар Прељуб, који је локалне Грке ставио у прве борбене редове, а са српском посадом се повукао у цитаделу. Иако су Грци у подграђу града прешли на Кантакузинову страну, он после вишедневне опсаде није успео да освоји цело утврђење које је бранио Прељуб и повукао се са војском у Бер, а потом и у Солун. Већ током зиме 1351. године, Душан је дошао под Солун и повратио изгубљене градове.
Кесар Прељуб погинуо је у сукобу са локалним Албанцима, на самом крају 1355. или на самом почетку 1356. године. Његов посед је већ у пролеће 1356. године напао и заузео деспот Нићифор II Орсини, а његова удовица и рођака Душанове породице Ирина је са малолетним сином Томом напустила Трикалу и склонила се на двор цара Уроша, који јој је вратио некадашње Прељубове поседе, источно од Прилепа.